# Dominomotten
De dominomotten (Autostichidae) zijn een familie van vlinders in de superfamilie Gelechioidea. Het typegeslacht van de familie is Autosticha Meyrick, 1886.

## Systematisch positie
Deze groep wordt ook wel als onderfamilie Autostichinae opgevat van de familie sikkelmotten (Oecophoridae). In de revisie van de orde Lepidoptera door Van Nieukerken et al. (2011), kreeg de groep de status van zelfstandige familie, en werden de onderfamilies Deocloninae en Glyphidocerinae daarbij ondergebracht.

## Onderfamilies en geslachten
- Autostichinae Le Marchand, 1947

| - Autosticha Meyrick, 1886 - = Automola Meyrick, 1883 non Automola Loew, 1873 (Diptera)[2][3][4] - = Epicharma Walsingham, 1897[2][3][4] - = Epicoenia Meyrick, 1906[3][4] - = Prosomura Turner, 1919[2][3][4] - = Semnolocha Meyrick, 1936[4] - Demiophila Meyrick, 1906 - Deroxena Meyrick, 1913 - Diophila Meyrick, 1937 - Encrasima Meyrick, 1916 - Heliangara Meyrick, 1906 - Ischnodoris Meyrick, 1911 | - Lasiodictis Meyrick, 1912 - Narthecoceros Meyrick, 1906 - Nephantis Meyrick, 1905 - Pachnistis Meyrick, 1907 - Parallactis Meyrick, 1925 - Procometis Meyrick, 1890 - Protobathra Meyrick, 1916 - Ptochoryctis Meyrick, 1894 - Stochastica Meyrick, 1938 - Stoeberhinus Butler, 1881 - = Staeberrhinus Rye, 1882[2] - Trichloma Lower, 1902 |
- Deocloninae

| - Deoclona Busck, 1903 - = Proclesis Walsingham, 1911[2] - = Lioclepta Meyrick, 1922[5] |
- Glyphidocerinae

| - Glyphidocera Walsingham, 1892 - = Ptilostonychia Walsingham, 1911[6] - = Harpagandra Meyrick, 1918[2] - = Stibarenches Meyrick, 1930[6] |
- Symmocinae Gozmany, 1957[7][8]

| - Acrosyntaxis Gozmany, 1957 - Afrosymmoca Gozmany, 1966 - Ambloma Walsingham, 1908 - Amselina Gozmany, 1957 - = Nomialyra Gozmany, 1982[9] - = Eremicamima Gozmany, 1964[9] - = Illahasis Gozmany, 1959[9] - Apatema Walsingham, 1900 - = Microgonia Popescu-Gorj & Capuse, 1965 non Microgonia Herrich-Schäffer, 1855[2] - Apateona Gozmany, 2008 - Apiletria Lederer, 1855 - = Aretascetis Meyrick, 1936[2] - = Xystoceros Meyrick, 1914[2] - Aprominta Gozmany, 1957 - = Parthenoptera Gozmany, 1957[2] - Catasphalma Gozmany, 1957 - Chersogenes Walsingham, 1908 - Chionellidea Amsel, 1940 - = Chionella Amsel, 1935 non Chionella Cossmann, 1886 (Mollusca) - Cornusymmoca Gozmany, 1965 - Donaspastus Gozmany, 1952 - = Neospastus Gozmany, 1957[9] - Dysallomima Gozmany, 2008 - Dyscordaxis Gozmany, 1975 - Dysspastus Gozmany, 1964 - Epanastasis Walsingham, 1908 - = Thanatovena Gozmany, 1957[9] - Eremica Walsingham, 1904 - Eremicamura Gozmany, 1962 - Galagete Landry, 2002 - Gerdana Busck, 1908 - Hecestoptera Gozmany, 1961 - Hieronala Gozmany, 1963 - Hypodrasia Diakonoff, 1968 - Indiospastus Gozmany, 1967 - Irenidora Meyrick, 1938 - Kertomesis Gozmany, 1962 | - Kullashara Gozmany, 1963 - Leilaptera Gozmany, 1963 - Metaxitagma Gozmany, 1985 - Mnesistega Meyrick, 1918 - Morotripta Meyrick, 1917 - Mylothra Meyrick, 1907 - = Megasymmoca Gozmany, 1963[2] - Nastoceras Chrétien, 1922 - = Nastocerella Fletcher, 1940[2] - Nestorellus Gerasimov, 1930 - Nukusa Gozmány, 1963 - Oegoconia Stainton, 1854 - = Clerogenes Meyrick, 1921[2] - † Oegoconiites Kusnetsov, 1941 - Orpecacantha Gozmany, 2008 - Orpecovalva Gozmany, 1964 - Pantacordis Gozmany, 1954 - Pecteneremus Gozmany, 1963 - Sagarancona Gozmany, 1964 - Sceptea Walsingham, 1911 - Spinitibia Lee & Brown, 2010 - Stibaromacha Meyrick, 1928 - Symmacantha Gozmany, 1963 - Symmoca Hübner, 1825 - = Parasymmoca Rebel, 1903[9] - = Asarista Meyrick, 1935[2] - = Conquassata Gozmany, 1957[2] - = Symmoletria Gozmany, 1963[2] - † Symmocites Kusnetsov, 1941 - Symmocoides Amsel, 1939 - = Hamartema Gozmany, 1957[9] - Syssymmoca Gozmany, 1963 - Taygete Chambers, 1873[10] - Telephirca Gozmany, 1957 - Tenieta Amsel, 1942 - Xenoplaxa Gozmany, 1963 |
- Holcopogoninae Gozmany, 1967[11]

| - Arragonia Amsel, 1942 - Charadraula Meyrick, 1931 - = Bubulcellodes Amsel, 1942[2] - Gobiletria Gozmany, 1964 - Heringita Agenjo, 1953 - = Gigantoletria Gozmany, 1963[9] - Hesperesta Gozmany, 1978 | - Holcopogon Staudinger, 1880 - = Cyrnia Walsingham, 1900[2] - = Epistomotis Meyrick, 1906[2] - Oecia Walsingham, 1897 - = Macroceras Staudinger, 1876 non Macroceras Semper, 1870 (Mollusca) - Turatia Amsel, 1942 - = Ilionarsis Gozmány, 1959[12] |

## In Nederland waargenomen soorten
- Genus: Oegoconia
  - Oegoconia caradjai - (Zwaveldominomot)
  - Oegoconia deauratella - (Witte dominomot)
- Genus: Symmoca
  - Symmoca signatella